# Elophila nymphaeata
Elophila nymphaeata là một loài bướm đêm thuộc họ Crambidae. Nó được tìm thấy ở châu Âu. The moth is notable as its larva, like most members thuộc phân họ crambid Acentropinae, is aquatic và has tracheal gills.
Sải cánh dài 16–20 mm. Con trưởng thành bay từ tháng 5 đến tháng 9 tùy theo địa điểm.
Ấu trùng ăn Potamogeton, Nymphaeaceae và Nuphar lutea.

## Hình ảnh

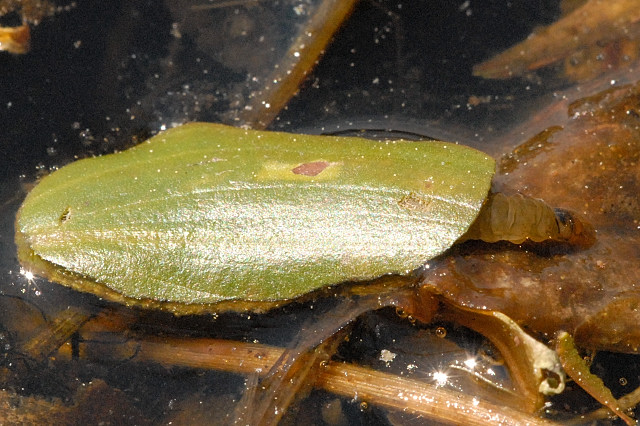
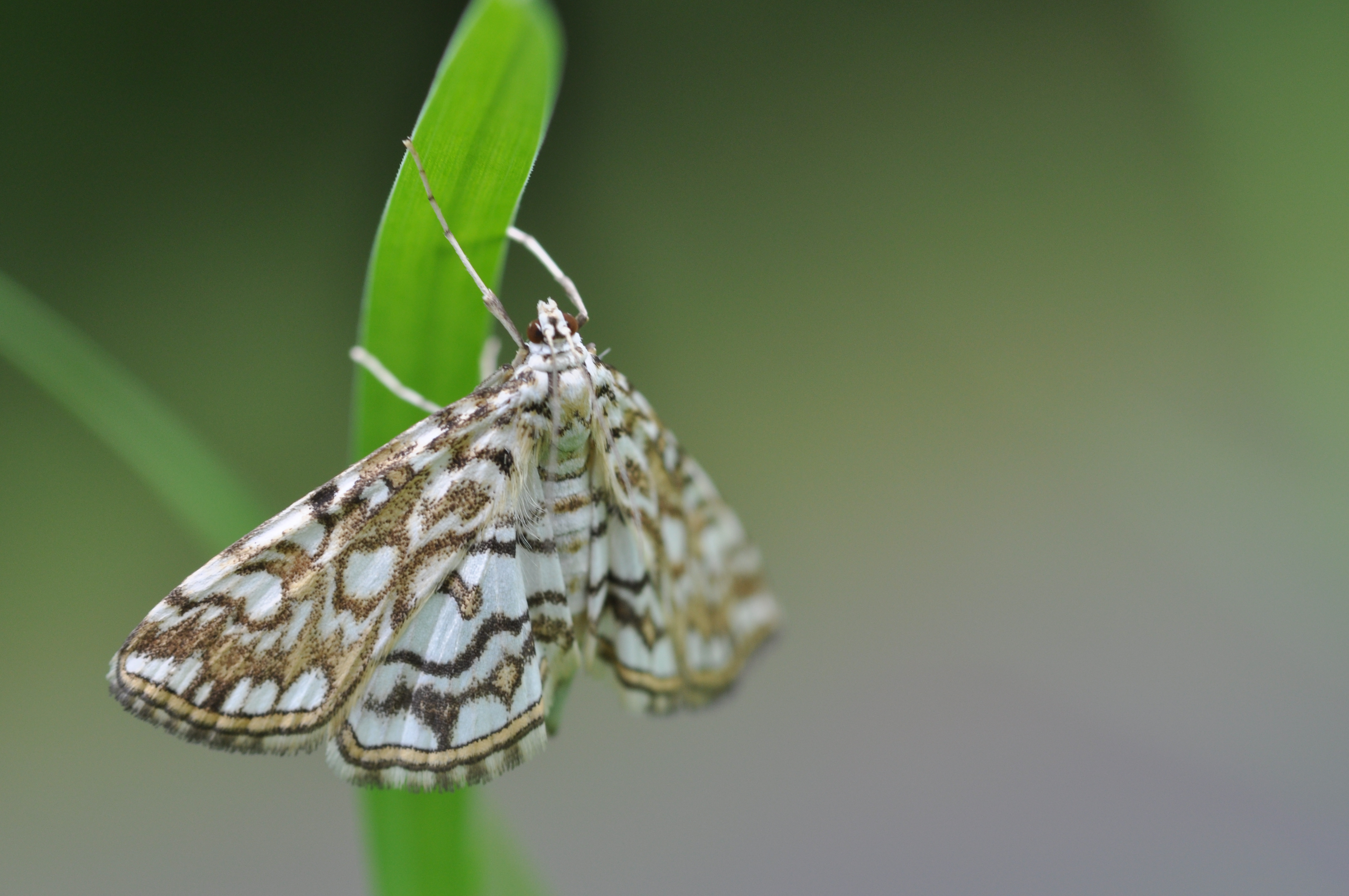
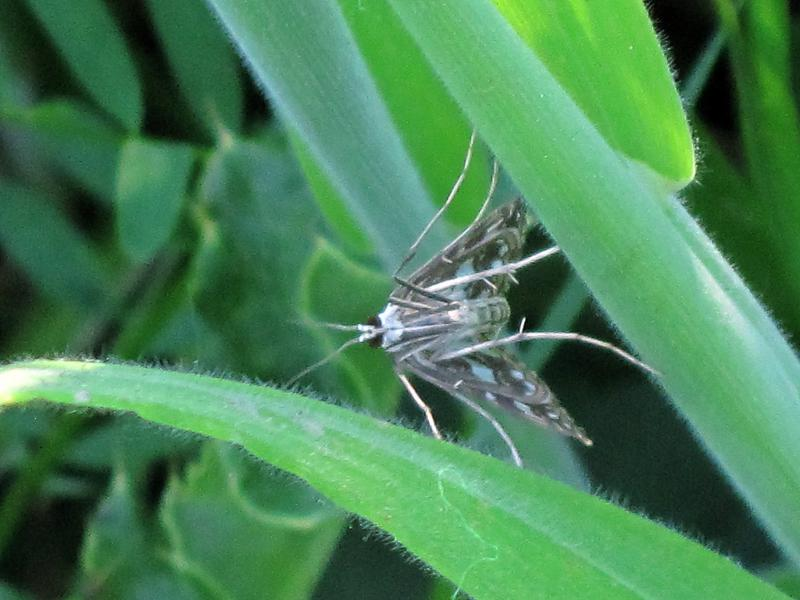
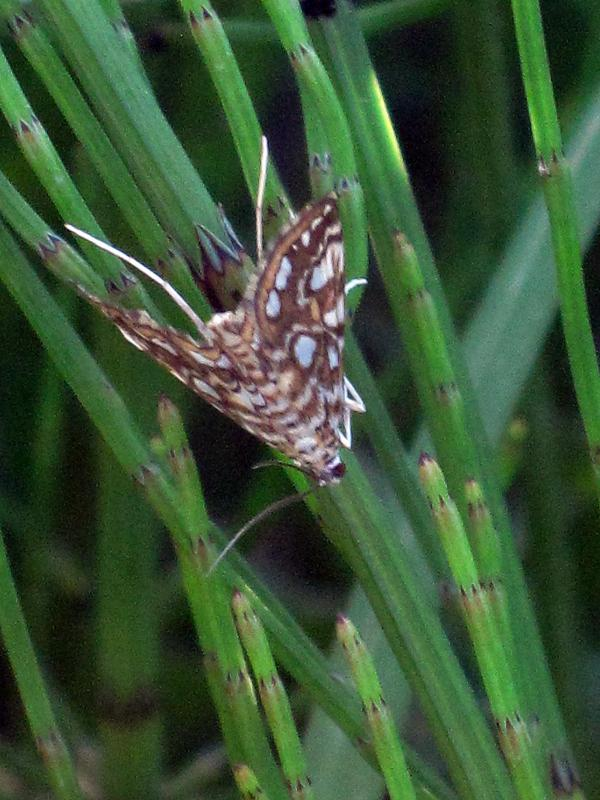